# Thomas Percy (konspiratör)
Thomas Percy, född cirka 1560, död 8 november 1605 i Holbeche House, var en av de katolska konspiratörerna som försökte lönnmörda Jakob I av England genom att spränga det engelska överhuset i Westminsterpalatset, i vad som kallas för krutkonspirationen 1605. Percy var en av de första konspiratörerna att ansluta sig.
Percy var, liksom sin vän Robert Catesby, missnöjd med kung Jakob och hans sätt att styra landet. Percy och Catesby hade ett möte med Thomas Wintour, John Wright och Guy Fawkes på värdshuset Duck and Drake i stadsdelen Strand i London den 20 maj 1604, där grunderna för krutkonspirationen lades. Vid sidan av konspirationen arbetade Percy bland annat med att samla in hyror åt en av sina släktingar, Henry Percy, 9:e earl av Northumberland. Konspirationen skulle nå sin kulmen den 5 november 1605 i och med sprängningen av det engelska överhuset i Westminsterpalatset i samband med parlamentets öppnande. Dock misslyckades Fawkes, som skulle tända stubintråden till sprängladdningarna, med sitt uppdrag och hela konspirationen gick om intet.
Percy var den förste konspiratören att namnges av Fawkes under hans tortyrförhör. Myndigheterna försökte omedelbart gripa Percy, men han hade blivit förvarnad av Christopher Wright och tillsammans hade de flytt från London. Under sin flykt mötte de flera av de andra konspiratörerna och den 7 november nådde de Holbeche House, på gränsen till Staffordshire. Morgonen därpå anlände Richard Walsh, som var High Sheriff of Worcestershire, tillsammans med en styrka på omkring tvåhundra man till Holbeche House och en eldstrid bröt ut. Percy och Catesby sköts ihjäl av samma skott. Kort efter att Percy hade begravts exhumerades och halshöggs han. Hans huvud skickades till London, där det visades upp för allmänt beskådande.

## Biografi

### Liv före 1604
Thomas Percy föddes runt 1560 som den yngre av två söner till Edward Percy av Beverley och hans fru Elizabeth Waterton. Han studerade vid universitetet i Cambridge och var där medlem av Peterhouse 1579. Inte mycket är känt om Percys tidiga liv; han kan ha varit kryptopapist innan han blev katolik. 1591 gifte sig Percy med Martha Wright, dotter till Ursula Wright (som tidigare hade suttit fängslad för sin religiösa övertygelses skull) och syster till konspiratörerna John och Christopher Wright. Vissa källor hävdar att Percy lämnade Martha för en okänd kvinna i Warwickshire, men även om detta inte är fastställt är det känt att Percy och Martha åtminstone tog avstånd från varandra. Under 1605 levde Martha och hennes dotter på livränta som finansierades av William Parker, 4:e baron Monteagle. Percy och Marthas son, Robert, gifte sig med Emma Mead vid Wiveliscombe i Somerset den 22 oktober 1615.
Percy var en högväxt man med bra fysik. Han har beskrivits som en våldsam och excentrisk man, som lätt kunde skifta mellan att vara energifylld till att falla in i lättja. Jesuiten John Gerard beskrev Percy som en vild ungdom som hade lätt för att slåss medan jesuiten Oswald Tesimond ansåg att Percy förlitade sig mycket på sitt svärd och sitt mod. Både Gerard och Tesimond ansåg att Percys konvertering till katolicismen hade en lugnande effekt på honom men författaren Mark Nicholls, som kallade Percy för "stridslysten", skrev att detta bara var delvis sant.
Percy var barnbarnsbarn till Henry Percy, 4:e earl av Northumberland och därmed släkt med Henry Percy, 9:e earl av Northumberland. Även om Percy inte var nära besläktad med den senare gjorde Northumberland 1595 Percy ansvarig för att samla in hyror för hans gods uppe i norr och följande år utsåg han Percy till konstapel vid Alnwick Castle. Sättet Percy använde sina befogenheter på gav upphov till vissa klagomål, främst från en tjänsteman som Percy ersatte, och samtida källor hävdar att Percy både misskötte sina arbetsuppgifter och tog emot mutor. Under en dispyt gällande en gränsdragning dödade Percy skotten James Burne och för detta fängslades han i London. Dock blev han frisläppt tack vare hjälp från Robert Devereux, 2:e earl av Essex. Percy hjälpte senare Essex i en konspiration mot några skottar gällande ett markgrevskap, men olikt flera av de andra krutkonspiratörerna medverkade Percy inte under Essex misslyckade uppror mot Elisabet I av England 1601.

#### Budbärare åt Jakob I av England
"Jag förstår av denne bärare, min vasall Meyricke som är dig till hands för att gynna Thomas Percy, en nära släkting till min broder [earlen] av Northumberland, som har hamnat i onåd för något brott som tillskrivits honom. Jag ber att du fortsätter på samma sätt som tidigare, att hans liv därigenom inte är i fara. Han är en gentleman som härstammar från en god släkt och han kan mycket väl vara sitt land till tjänst; du skall därför göra oss båda en tjänst och inte skipa din egen rättvisa, vilket vi anses förtjäna av dig."
Percy åkte till Nederländerna för att hjälpa earlen av Northumberland, som hade befälet där mellan 1600 och 1601. För detta mottog Percy en belöning på £200. Northumberland gjorde 1603 Percy ansvarig för att samla in hyror för sina gods i Cumberland och Northumberland. Northumberland var en anhängare av den katolska tron och han fattade vid denna tid misstankar om att drottning Elisabet inte hade lång tid kvar att leva. Därför anförtrodde han Percy att flera gånger innan 1603 leverera hemlig korrespondens till och från Elisabets förmodade efterträdare Jakob I av England. Northumberlands onkel hade tidigare blivit avrättad för sin inblandning i Northern Rebellion, vilket var en konspiration ämnad att ersätta Elisabet med Jakobs mor Maria Stuart. Därför planerade Northumberland att återuppbygga sitt förtroende inom kungafamiljen genom att ha en stark relation med Jakob. I hemlighet ville Northumberland även minska Robert Cecil, 1:e earl av Salisburys inflytande, eftersom det ryktades om att Jakob trodde att det var Salisburys far som var ansvarig för Maria Stuarts död.
Exakt vad Jakob gav för löfte till Percy gällande katolicismen är oklart. Tesimond skrev att Jakob hade lovat att gynna katolicismen och att denna religiösa övertygelse inte skulle stå i vägen för eventuella karriärsval. De flesta författare som skrivit om Jakobs löften anser att vad det än var för löften så gavs dessa muntligt och inte skriftligt. Författaren Antonia Fraser hävdade att Jakob lovade att katolikerna skulle få tillåtelse att dyrka privat, vilket i så fall var en mycket mer reserverad syn på löftena än vad Percy hade eftersom han sade att Jakob hade lovat att skydda deras religionsutövning. Jakob hade ett annorlunda sätt att uttrycka sig när han talade, vilket kan ha lett till missförstånd från båda parter. I den korrespondens mellan Jakob och earlen av Northumberland som finns bevarad skriver Jakob enbart att "tillbakadragna" katoliker inte skulle störas och att de katoliker som tjänat landet på ett bra sätt inte skulle förbises. Dessa blandade signaler fick bestående konsekvenser.

### Medverkan i krutkonspirationen

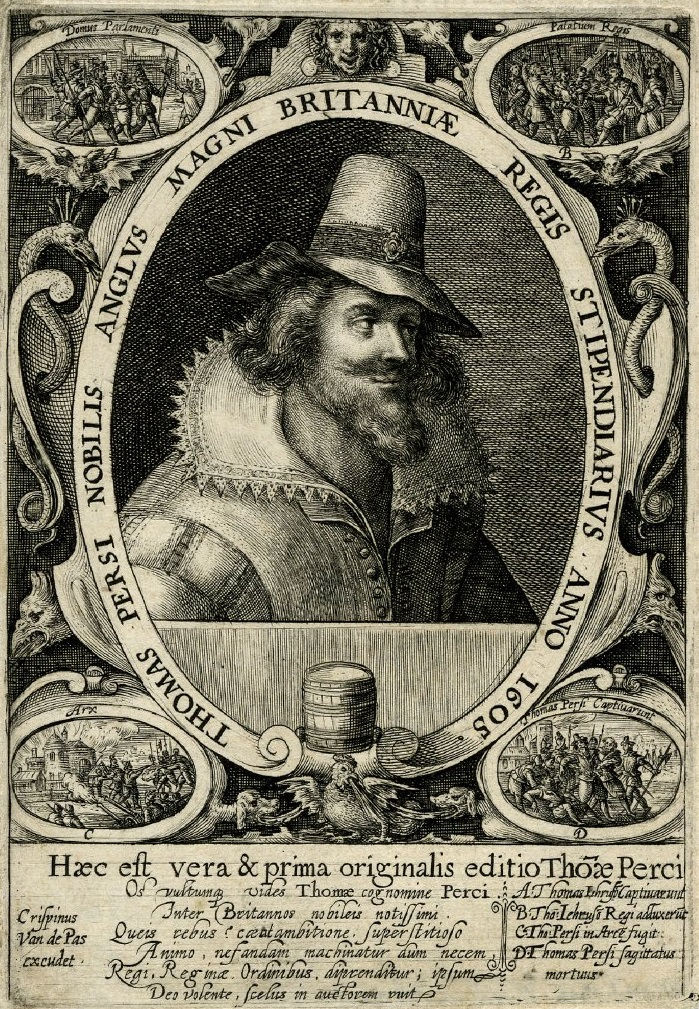
Gravyr av Thomas Percy, gjord av Crispin de Passe den äldre.

Någon gång i juni 1603 besökte Percy sin vän Robert Catesby i hans familjehem i Ashby St. Ledgers. Percy beklagade sig för Catesby under deras möte och han hotade med att lönnmörda kung Jakob eftersom Percy ansåg att Jakob hade svikit Englands katoliker. Catesby svarade honom: "Nej, nej, Tom, du skall icke försöka dig på några smärre planer utan om du vill vara en landsförrädare skall du kunna vara till stor förmån." Percy lyssnade uppmärksamt på Catesby när han fortsatte med att säga att han hade några planer som han snart tänkte delge Percy. Således befann sig Percy på värdshuset Duck and Drake i stadsdelen Strand i London den 20 maj 1604 tillsammans med Catesby, Thomas Wintour, John Wright och Guy Fawkes. Percys första ord under mötet var: "Skall vi alltid, mina herrar, tala och inte göra något?" Efter mötet svor de en sekretessed på en bönbok och sedan höll de en mässa i ett annat rum tillsammans med fader John Gerard, som vid tillfället var ovetandes om deras planer.
Den 9 juni 1604 tjänstgjorde Percy som livvakt åt Jakob, vilket gav honom en anledning till att införskaffa en bostad i London. Med hjälp av earlen av Northumberlands agenter, Dudley Carleton, 1:e viscount Dorchester och John Hippisley, ordnade Percy ett andrahandskontrakt av Henry Ferrers (en hyresgäst åt John Whynniard) för ett hus i Westminster. Percy gjorde Fawkes till sin vasall och Fawkes gick då under namnet John Johnson.
Eftersom Catesby var missbelåten med Jakobs utövande av kungamakten planerade han att lönnmörda kungen i ett sprängdåd mot det engelska överhuset i Westminsterpalatset. I det följande upploppet skulle Catesby hetsa folket att göra revolt och få dem att kröna Elisabet Stuart till drottning. Konspiratörerna hyrde nu flera fastigheter i London, däribland en i Lambeth som användes för att tillfälligt lagra de kruttunnor som skulle användas i sprängdådet. Dessa transporterades sedan över Themsen till den slutgiltiga destinationen: ett källarvalv som låg precis under det engelska överhuset i Westminsterpalatset. Oron över pesten som härjade vid denna tid gjorde att parlamentets öppnande sköts upp från februari till den 3 oktober 1605. Under denna försening kan konspiratörerna ha grävt en tunnel under Westminsterpalatset, men några bevis för tunnelns existens har aldrig påträffats. Den 25 mars 1605 lyckades konspiratörerna införskaffa hyreskontraktet för källarvalvet under det engelska överhuset i Westminsterpalatset och i detta rum ställdes de trettiosex kruttunnorna.
Percy fortsatte under augusti 1605 att samla in hyror åt earlen av Northumberland medan Catesby fortsatte att värva medlemmar till konspirationen. Catesby hade finansierat det mesta av konspirationen själv, men i augusti 1605 började han få slut på pengar. Under ett hemligt möte i Bath samma månad (där Catesby, Percy, Thomas Bates och Thomas Wintour var närvarande) bestämdes det att konspiratörerna var för få för att kunna genomföra sina planer och Catesby fick lov att involvera fler personer, om han så ville. Bates var den ende av konspiratörerna som öppet protesterade mot idén och Catesby värvade strax därefter Ambrose Rookwood, Francis Tresham och Everard Digby. Pestens närvaro gjorde att parlamentets öppnande ännu en gång sköts upp, denna gång från den 3 oktober till den 5 november.

#### Brevet till Monteagle

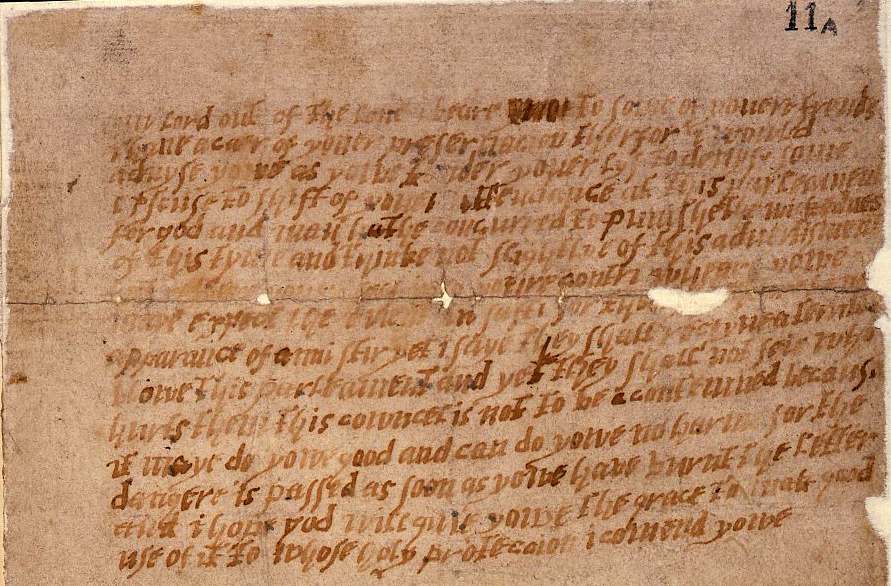
Brevet som skickades till Monteagle den 26 oktober 1605. Vem som faktiskt skrev brevet är inte fastställt.

Percy deltog i ett möte sent i oktober 1605 tillsammans med flera av de andra konspiratörerna. Under detta möte diskuterades det öde som flera framstående katoliker skulle gå till mötes i och med det tilltänkta sprängdådet. Robert Keyes var särskilt oroad över säkerheten för hans frus arbetsgivare Henry Mordaunt, 4:e baron Mordaunt medan Francis Tresham var speciellt oroad över säkerheten för två av hans svågrar: William Parker, 4:e baron Monteagle och Edward Stourton, 10:e baron Stourton. I Percys tankar fanns främst earlen av Northumberland, som skulle ha kunnat bli utsedd till lordprotektor om konspirationen hade lyckats. Vad som skulle ske med kung Jakobs son Henry Frederick, prins av Wales var konspiratörerna osäkra på. De antog att han skulle dö tillsammans med sin far, men om prinsen inte var närvarande under parlamentets öppnande den 5 november skulle Percy kidnappa honom. Catesby svar till hela diskussionen var att "de oskyldiga måste gå under tillsammans med de skyldiga, hellre än att förstöra chanserna för framgång."
Den 26 oktober mottog Monteagle ett anonymt brev till sitt hus i Hoxton. Brevet innehöll följande text:
| ”      | Ers Nåd, av den kärlek jag hyser för några av era vänner känner jag en omsorg för att ni väl bevaras. Därför skulle jag råda er, då ni aktar ert liv, att utforma någon sorts ursäkt för att skifta er närvaro vid detta riksmöte; för Gud och människan har kommit överens om att straffa vår tids ondska. Och betrakta icke som ringa detta råd, utan dra er tillbaka till er landsbygd där ni i säkerhet kan invänta händelsen. För om än inget tecken finns på någon uppståndelse vill jag ändå säga att de ska få ett fruktansvärt bakslag, detta riksmöte, och ändå kommer de inte att se vem det är som skadar dem. Detta råd är inte att fördöma, för det kan göra er gott och kan inte göra er någon skada; ty faran är över så fort ni har bränt brevet. Och jag hoppas ni får den nåden att använda det väl, av Gud, till vars heliga skydd jag överlämnar er. | „ |
| – N.N. | |   |

Monteagle var osäker på det anonyma brevets innehåll så han skickade det till Robert Cecil, 1:e earl av Salisbury, som var Secretary of State vid tillfället.
Tresham har länge varit misstänkt för att vara det anonyma brevets upphovsman. Nicholls hävdar att han är ganska säker på att det var Tresham som skrev brevet och som belägg för detta skriver han att så fort Catesby fick reda på brevets existens misstänkte han omgående Tresham och Catesby gick tillsammans med Thomas Wintour för att konfrontera honom. Catesby och Thomas Wintour hotade med att "hänga honom" om Tresham inte kunde bevisa att det inte var han som hade skickat brevet. Tresham lyckades övertyga de båda att han var oskyldig och han skickade ett brev dagen efter där han uppmanade dem att överge planerna för konspirationen.
Catesby väntade på Percys återkomst, från hans resa i norr, innan han tog ett beslut om vad som skulle göras. Catesby bestämde att brevet inte var ett tillräckligt stort hot mot deras planer och han beordrade att konspirationen skulle fortsätta som planerat. Under tiden som Fawkes gjorde en sista kontroll av krutet förberedde sig några av de andra konspiratörerna i Midlands. Salisbury, som hade märkt av vissa tecken på någon sorts plan redan innan han mottog brevet, visste inte exakt vad som var i görningen eller vilka som var inblandade. Han valde därför att avvakta och se vad som skulle hända. Den 3 november träffades Catesby, Percy och Thomas Wintour i London. Exakt vad som sades under detta möte är okänt, men Percy sade sig kunna "stå ut med den yttersta prövningen" för att planerna skulle lyckas. Det är även möjligt att planerna ändrades något denna dag eftersom Percy senare ska ha setts hemma hos prins Henry. Enligt en av vasallerna där ska Percy ha ställt många frågor på vägen till prinsens kammare, men detta uttalande kom för sent för att Percy själv skulle kunna kommentera uppgifterna.
Percy besökte earlen av Northumberland vid Syon House, väster om London, den 4 november. Fraser hävdar att denna resa gjordes för att få reda på vad Northumberland egentligen visste om brevet till Monteagle. Besöket har senare ansetts vara landsförrädiskt, något som Northumberland dementerade och han pekade på att den konversation som han och Percy hade inte på något sätt kunde anses som förräderi. Percy begav sig senare till en annan av Northumberlands fastigheter, nämligen Essex House i London, där han talade med sin nevö Josceline. Senare på kvällen besökte Percy Thomas Wintour, John Wright och Keyes för att försäkra dem om att allt gick väl. Percy lämnade även kvar ett fickur som Fawkes hämtade senare på kvällen. Slutligen tog sig Percy till sitt hem vid Gray's Inn Road, där han gav order om att hans hästar skulle vara redo att användas tidigt nästa morgon.

#### Konspirationens misslyckande
När brevet till Monteagle visades upp för kung Jakob den 1 november 1605 kände han att det antydde något som berörde eld och krut; möjligtvis i stil med de explosioner som föregick mordet på hans far, Henry Stuart, lord Darnley, den 10 februari 1567. På lördagen den 2 november bestämde sig riksrådet för att parlamentet skulle genomsökas. På måndagen den 4 november genomfördes den första genomsökningen, ledd av Thomas Howard, 1:e earl av Suffolk, och då fann de en stor hög med kvistar som låg i ett hörn i källarvalvet under det engelska överhuset. Jakob beordrade att ännu en genomsökning skulle genomföras, vilket skedde runt midnatt natten till den 5 november. Denna genomsökning leddes av Thomas Knyvet, 1:e baron Knyvet och de fann då Fawkes i källarvalvet under det engelska överhuset, där han vaktade kruttunnorna. Fawkes greps på plats.
Fawkes identifierade sig som John Johnson och han sade sig vara vasall åt Percy. På grund av detta var det Percy som myndigheterna först och främst ville åt. I arresteringsordern nämndes Percy som en "lång, rödlätt man med ett stort skägg, där hans hår är mer vitt än vad hans skägg är, och med framåtböjda axlar, där han också har stora fötter men små ben." Astrologen Simon Forman fick i uppdrag att ta reda på var Percy befann sig. En ryttare skickades till norra England för att leta efter Percy och även Essex House genomsöktes. Detta var dock förgäves eftersom Percy tidigare hade blivit varnad om konspirationens misslyckande av Christopher Wright och tillsammans hade de flytt mot Midlands. De mötte Catesby och några av de andra konspiratörerna, som hade begett sig för att förbereda revolten i Midlands, och tillsammans färdades de mot Dunchurch. En släkting till William Waad, som var Lieutenant of the Tower of London vid tidpunkten, träffade på Percy när han lämnade London och detta ledde till att Waad skrev följande brev till Salisbury den 5 november:
| ”                                                                                       | Det kan behaga min gode herre att min kusin, sir Edward York, som sent tog sig ut från norr och som besökte mig denna eftermiddag och som vid samtalet om upptäckandet av den mest monstruösa planen berättade för mig att han hade mött Thomas Percy, som är efterlyst, när han förklädd tog sig mot norr [...] Från Towern i all hast. | „ |
| – William Waad i ett brev till Robert Cecil, 1:e earl av Salisbury den 5 november 1605. | |   |

#### Konspiratörernas flykt
Den 6 november stal konspiratörerna hästar från Warwick Castle och samlade på sig de vapen som de hade förvarat i Norbrook, i närheten av Stratford-upon-Avon. De begav sig sedan västerut mot Alcester och stannade vid Huddington Court runt 14-tiden samma dag. Tidigt nästa morgon höll de en mässa tillsammans med fader Nicholas Hart, som också hade hört deras bekännelser; detta tolkade Fraser som att konspiratörerna visste att de inte hade lång tid kvar att leva. Konspiratörerna samlade nu på sig fler vapen och mer ammunition vid Hewell Grange i Tardebigge, Worcestershire och de försökte samtidigt utan framgång att värva fler rebeller. Samma dag gick myndigheterna ut med ett offentligt tillkännagivande över de efterlysta konspiratörerna efter att Fawkes hade avslöjat vad han visste under tortyr.
Ridandes genom spöregn kom de helt utmattade konspiratörerna slutligen fram till Holbeche House, på gränsen till Staffordshire. Både de och det krut de hade med sig var dyblött från regnet och de fick lägga ut krutet framför en öppen eld för att försöka få det att torka. En gnista från elden landade på krutet och flammorna som då skapades uppslukade Catesby, John Grant, Rookwood och en man vid namn Morgan (som var med i Digbys jaktlag). Catesby och Rookwood sades klarat sig "någorlunda väl" från elden, men Grant förblindades av flammorna och hans ögon har beskrivits som "helt utbrända". Några av konspiratörerna red iväg från huset under natten, men Percy stannade tillsammans med Catesby, Grant, Thomas Wintour, Rookwood och bröderna Wright.

#### Striden i Holbeche House och Percys död

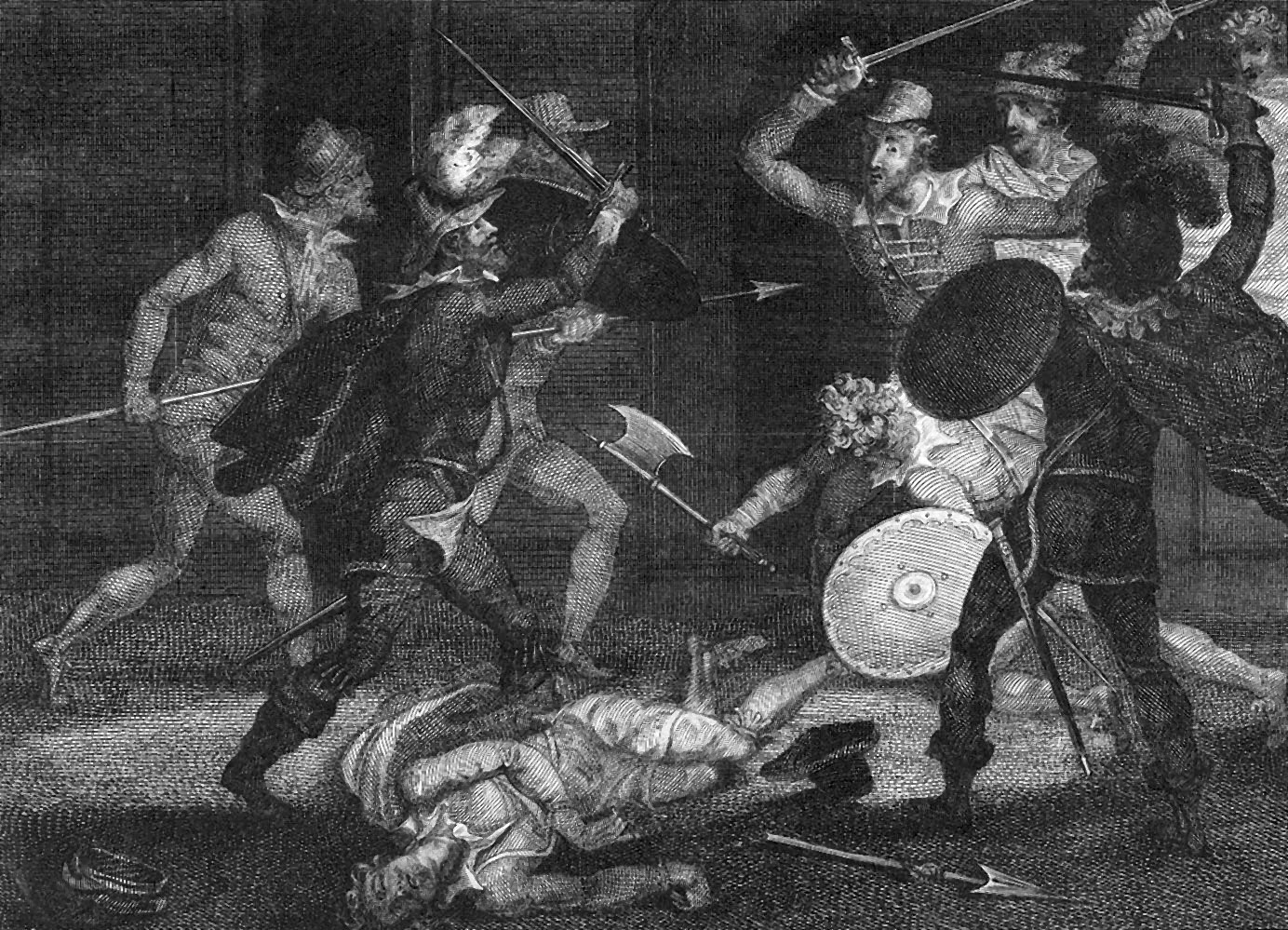
Percys och Robert Catesbys död i Holbeche House den 8 november 1605.

På morgonen den 8 november anlände Richard Walsh, som var High Sheriff of Worcestershire, tillsammans med en styrka på omkring tvåhundra man till Holbeche House. En eldstrid bröt ut och Thomas Wintour var den första att bli träffad och skottet tog i hans axel när han försökte korsa gårdsplanen. Efter Thomas Wintour träffades bröderna Wright och Rookwood, som fortfarande var skadad efter flammorna kvällen innan. Både Percy och Catesby dog när de träffades av samma skott, skjutet av John Streete av Worcester. De stod i närheten av dörren och Catesby ska ha lyckats kräla sig in i huset innan han avled, hållande en bild av Jungfru Maria.
De konspiratörer som överlevde skottlossningen togs till London och fängslades medan de döda konspiratörerna begravdes i närheten av Holbeche House. Dock beordrade Henry Howard, 1:e earl av Northampton att Percys och Catesbys lik skulle exhumeras och halshuggas. Båda deras huvuden, tillsammans med Treshams huvud, visades senare upp i Northampton. Vid rättegången som hölls mot de överlevande konspiratörerna den 27 januari 1606 blev det en fällande dom i högförräderi för samtliga. Den 30–31 januari 1606 avrättades konspiratörerna genom hängning, dragning och fyrdelning.

#### Påföljderna för earlen av Northumberland
När Percy väl var död fanns det inget levande vittne som kunde intyga earlen av Northumberlands inblandning i konspirationen. Percy hade förmodligen undvikit att svära Oath of Supremacy när han tillträdde som livvakt åt kung Jakob och denna förseelse, tillsammans med mötet som Percy hade med Northumberland den 4 november, ansågs vara tillräckligt med bevis mot Northumberland för att avkunna dom. Domstolen fattade även misstankar om vad Northumberland kunde ha gagnat om konspirationen hade lyckats, men saknade tillräckliga bevis för detta. Han dömdes i slutändan till att böta £30 000 samt att han förlorade alla sina ämbetsuppdrag. Northumberland satt fängslad i Towern fram till juni 1621.